# Markham—Stouffville
Pour les articles homonymes, voir Markham (homonymie).
Pour la circonscription provinciale, voir Markham—Stouffville (circonscription provinciale).
Circonscription électorale fédérale du Canada
Markham—Stouffville est une circonscription électorale fédérale canadienne située en Ontario.

## Géographie
Située dans la Municipalité régionale d'York dans la banlieue de Toronto, la circonscription comprend une partie de la ville de Whitchurch-Stouffville et une partie de la municipalité de Markham.
Les circonscriptions limitrophes sont Markham—Unionville, York—Durham, Pickering—Brooklin et Markham—Thornhill.
En 2015, les circonscriptions limitrophes étaient York—Simcoe, Pickering—Uxbridge, Markham—Thornhill, Markham—Unionville, Scarborough—Rouge River et Aurora—Oak Ridges—Richmond Hill. 

## Historique
La circonscription de Markham—Stouffville est créée en 2013 à partir de Markham—Unionville et d'Oak Ridges—Markham.
Lors du redécoupage électoral de 2022-2023, les limites de la circonscription sont passablement modifiées. Celle-ci perd au nord plus de la moitié de son territoire intégré à la nouvelle circonscription de York—Durham, maintenant limité au nord au chemin Bethesda compris entre la route 48 et la limite est de la ville de Whitchurch-Stouffville, nommée York-Durham Line. La circonscription perd aussi au sud à l'avantage de la circonscription de Markham—Thornhill la partie située au sud de l'autoroute 407 entre la York-Durham Line à l'est et la rivière Rouge à l'ouest. Elle gagne cependant à l'ouest la partie de la circonscription de Markham—Unionville située entre la 16e Avenue et l'avenue Bur Oak comprise entre le chemin McCowan et le chemin Markham.

## Députés
| Législature                                                                                     | Années        | Député        | Parti | Parti        |
| ----------------------------------------------------------------------------------------------- | ------------- | ------------- | ----- | ------------ |
| Markham—Stouffville issue d'une partie de Markham—Unionville et d'Oak Ridges—Markham avant 2015 |               |               |       |              |
| 42e                                                                                             | 2015–2019     | Jane Philpott |       | Libéral      |
| 42e                                                                                             | 2019-2019     | Jane Philpott |       | Indépendante |
| 43e                                                                                             | 2019–2021     | Helena Jaczek |       | Libéral      |
| 44e                                                                                             | 2021–2025     | Helena Jaczek |       | Libéral      |
| 45e                                                                                             | 2025–en cours | Helena Jaczek |       | Libéral      |

## Résultats électoraux
|       | Candidat          | Parti        | # de voix | % des voix |
|       | Paul Calandra     | Conservateur | +25 565,  | 42,77 %    |
|       | (X) Jane Philpott | Libéral      | +29 416,  | 49,21 %    |
|       | Gregory Hines     | NPD          | +03 647,  | 6,1 %      |
|       | Myles O'Brien     | Vert         | +01 145,  | 1,92 %     |
| Total | Total             | Total        | 59 773    | 100 %      |